# Šivic
Šivic je priimek več znanih Slovencev:
- Albin Šivic (1921—2000), zdravnik sanitejec, publicist, pripovednik
- Alenka Šivic Dular (*1946), (primerjalna slovanska) jezikoslovka, univ. profesorica
- Anton Šivic (1879—1963), gozdarski strokovnjak
- Blaž Šivic, muzikolog
- Boštjan Šivic, častnik SV
- Ciril Šivic (1925—2014), gradbenik
- Elvira Šivic (*1946), baletna plesalka in pedagoginja
- Franc Šivic (*1940), čebelar, fotograf, turistični delavec
- Jernej Šivic (*1985), slovenski prvak v dopisnem šahu
- Jože Šivic (*193#?), violinist SF; izdelovalec unikatnih izdelkov iz lesa (stolov..) (& sin Uroš Šivic)
- Kaja Šivic, glasbena urednica
- Klemen Šivic, matematik, velemojster dopisnega šaha?
- Ludvik Šivic (1859—1939), pravnik, genealog
- Mitja Šivic (*1979), hokejist, trener
- Neža Šivic, slikarka
- Pavel Šivic (1908—1995), skladatelj, pianist, publicist, prof. Akademije za glasbo
- Peter Šivic (1936—2015), geodet, informatik, kartograf, univ. prof.
- Silvo Šivic (1909—1982), pravnik, politik, 1. upravnik Višje upravne šole (=&? jazz-glasbenik?)
- Simona Močilnik Šivic, muzikologinja
- Špela Šivic, fotografinja
- Urša Šivic (*1974), etnomuzikologinja
- Zina Šivic, zdravnica